# Brun Argenté

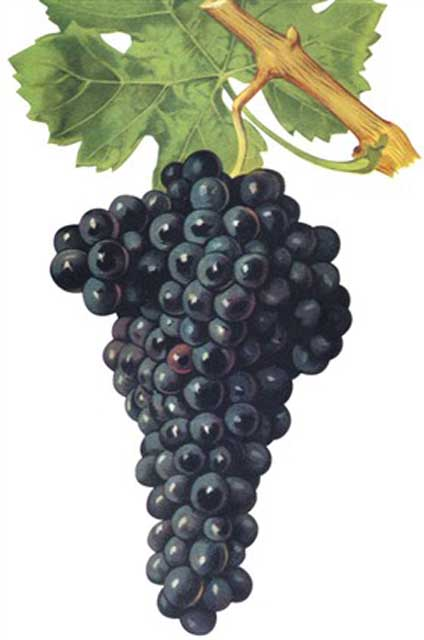
Brun Argenté (als Vaccarèse) im Buch von Viala & Vermorel

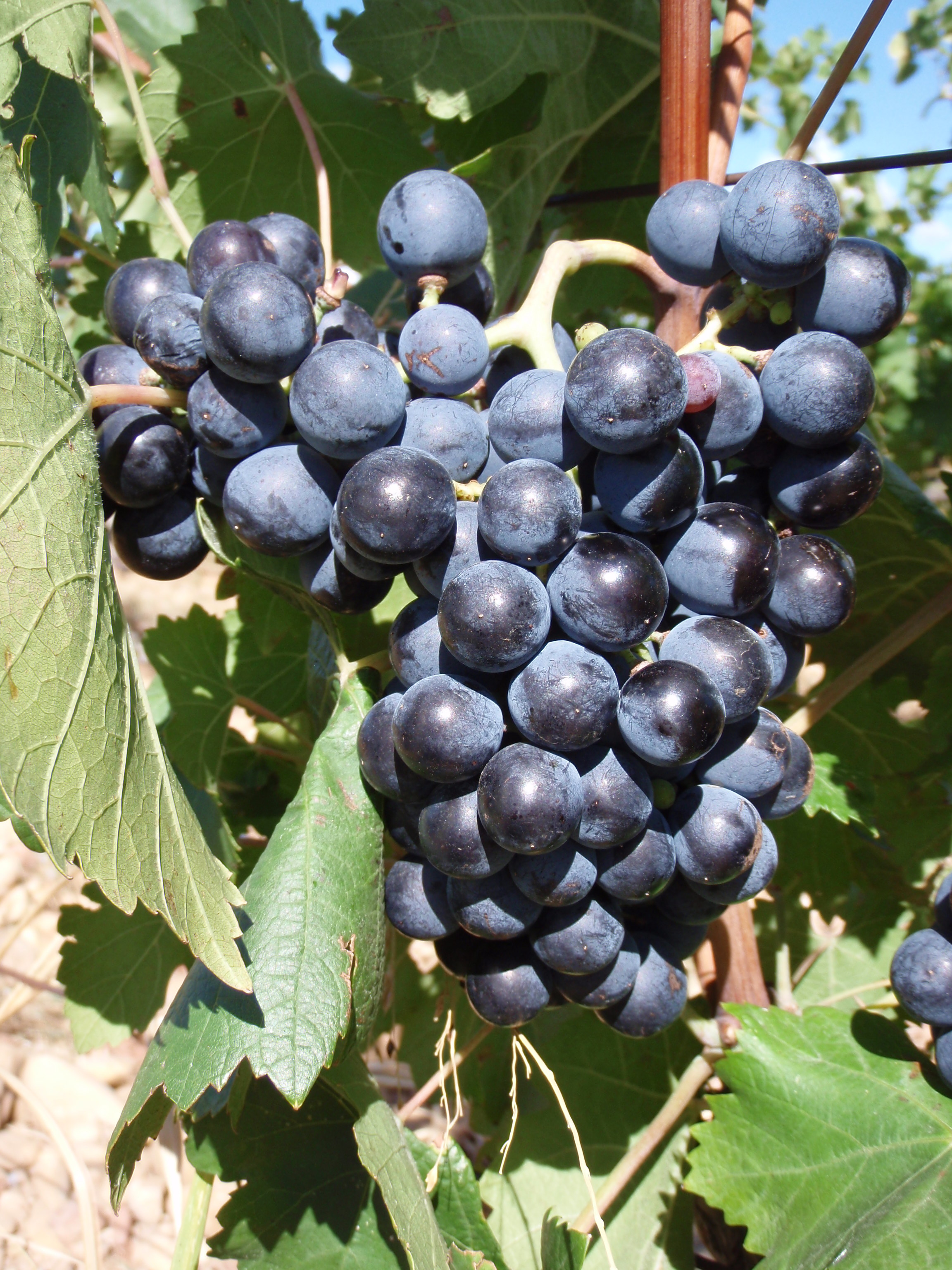
Brun Argenté

Brun Argenté (auch bekannt unter dem Namen Vaccarèse) ist eine Rotweinsorte, die hauptsächlich im französischen Weinbaugebiet Rhône angebaut wird. Sie ist eine der 13 zugelassenen Rebsorten, die für die Assemblage des Châteauneuf-du-Pape eingesetzt werden dürfen. Die Vaccarèse wird dort in der Praxis aber nur noch selten und in geringen Mengen beigefügt. Im Jahr 2004 waren lediglich 0,15 % der Rebfläche der Appellation Châteauneuf-du-Pape mit Brun Argenté bestockt.
Darüber hinaus kann sie Bestandteil der Weine der Appellation Côtes du Rhône sein. Ihr Anbau ist in den Départements Vaucluse und Gard empfohlen. Zugelassen ist sie für den gewerblichen Anbau ferner in den Départements Ardèche, Drôme, Hérault und Pyrénées-Orientales. Zwischen den Erhebungen von 1958 und 1988 ging die Anbaufläche von 70 Hektar auf 34 Hektar zurück. Wichtigster Anbauort war dabei die Gemeinde Chusclan. Dort wird die Sorte meist mit der bekannten Rebsorte Grenache verschnitten. Die sortenrein ausgebauten Brun Argenté-Weine sind fruchtig, blumig und nicht zu alkoholstark und sind somit eine hervorragende Ergänzung der meist alkoholreichen Grenacheweine.
Brun ist auch ein Synonym für die in der Provence angebaute rote Rebsorte Téoulier Noir.

## Ampelographische Sortenmerkmale
In der Ampelographie wird der Habitus folgendermaßen beschrieben:
- Die Triebspitze ist leicht abgeflacht. Sie ist grünlich und nur spinnwebig behaart. Die ebenfalls nur spinnwebig behaarten Jungblätter sind glänzend.
- Die dunkelgrünen, leicht bläulich wirkenden Blätter sind dick, fünflappig und tief gebuchtet. Die Stielbucht ist lyren-förmig geschlossen. Das Blatt ist stumpf gezahnt. Die Zähne sind im Vergleich der Rebsorten mittelweit gesetzt. Die Blattoberfläche (auch Spreite genannt) ist vor allem im Bereich der Stielbucht blasig derb. Im Herbst verfärbt sich das Laub nahezu vollständig rot.
- Die walzenförmige Traube ist mittelgroß und dichtbeerig. Die rundlichen, nur leicht ovalen Beeren sind mittelgroß und von blau-schwarzer Farbe. Die Beeren sind nicht sehr saftig.

Die spät austreibende Rebsorte reift ca. 25 Tage nach dem Gutedel und gilt somit innerhalb der Gruppe der roten Rebsorten als spät reifend. Brun Argenté ist sehr empfindlich gegen die Pilzkrankheiten Falscher Mehltau der Weinrebe und Grauschimmelfäule.

## Synonyme
Die Rebsorte Brun Argenté ist auch unter den Namen Argenteuil, Arzhente, Bakarezo, Bryun, Camarèse (in Chusclan), Camarèzo, Camares du Gard, Cinsaut 2, Kamaredyu Gard, Kamarez, Madeleine, Vacarèze Blanc, Vaccarèse, Vaccareso und Vakarez bekannt.